# Nationaal park Kinabalu
Het Nationaal park Kinabalu is een natuurpark en sinds 1964 een Nationaal Park. In 2000 kwam het op de Werelderfgoedlijst van UNESCO voor een gebied van 754 km².
Het park bevindt zich in Sabah, een Maleisische deelstaat op het eiland Borneo circa 88 km van Kota Kinabalu.
Er is een hoofdkwartier. De accommodatie bestaat uit diverse Lodges.
Er zijn verschillende soorten tropisch regenwoud en met de hoogst beklimbare - als alpinisme niet wordt meegerekend - en belangrijkste attractie de berg Mount Kinabalu.
In 2004 waren er meer dan 415.360 bezoekers en 43.430 beklimmers.